# نوب نوستر (میزوری)
نوب نوستر (به انگلیسی: Knob Noster) یک شهر در ایالات متحده آمریکا است که در شهرستان جانسون، میزوری واقع شده‌است. نوب نوستر ۷٫۴۵ کیلومتر مربع مساحت و ۲٬۷۰۹ نفر جمعیت دارد و ۲۴۵ متر بالاتر از سطح دریا قرار دارد.